# TRT 1
TRT 1 é uma rede de televisão comercial aberta turca com sede na cidade de Ancara. Foi fundada em 31 de janeiro de 1968, pela empresa estatal Türkiye Radyo Televizyon Kurumu, sendo a primeira rede de televisão no país.